# Герб Сальвадора
Герб Сальвадора используется в текущей форме с 15 сентября 1912. Его центр состоит из треугольника, в котором пять вулканов, возвышающихся из моря. Они символизируют пять государств-членов Объединённых Областей Центральной Америки. Выше вулканов красный фригийский колпак на палке перед золотым солнцем и датой 15 сентября 1821, днём независимости Сальвадора. По этому радуга. Позади герба есть пять флагов, представляющих флаги Федеративной республики Центральной Америки. Под этим есть свиток с национальным девизом Сальвадора: Dios, Unión, Libertad («Бог, Союз, Свобода»). Всё это окружено гирляндой лавра, которая связана под национальным флагом. Гирлянда разделена на 14 различных частей, которые символизируют 14 департаментов, поднациональные административные единицы Сальвадора. Всё это окружено золотыми буквами, которые формируют испанские слова «REPÚBLICA DE EL SALVADOR EN LA AMÉRICA CENTRAL» («Республика Сальвадор в Центральной Америке»). Основными элементами, которые присутствовали на всех гербах Сальвадора оставались: фригийский колпак, пять вершин, а также пирамида.

## История
|  | Герб провинций Центральной Америки (1823—1825)       |
|  | Герб Федерации стран Центральной Америки (1825—1842) |
|  | Герб Центрально-Американской республики (1895—1898)  |
|  | Герб Сальвадора (1865—1912)                          |